# 小凌河街道
小凌河街道，是中华人民共和国辽宁省葫芦岛市南票区下辖的一个乡镇级行政单位。

## 行政区划
小凌河街道下辖以下地区：
宏运社区。